# Quanta Jr
A Quanta Junior Consultoria e Soluções é uma empresa júnior fundada em 13 de março de 1997 por alunos da graduação do curso de Física da UNICAMP, sendo a primeira Empresa Júnior do mundo a atuar na área de Física.
Situada no Instituto de Física Gleb Watagin, IFGW, é uma associação civil sem fins lucrativos cujo principal objetivo é o desenvolvimento profissional de seus integrantes com o propósito de transformar a imagem dos profissionais de Física e Matemática, atualmente acadêmicos, em profissionais capazes de atuar em diversos ramos do mercado.
Gerenciada por alunos de graduação do Curso 51 (Física, Matemática, Engenharia Física, Física Médica/Biomédica e Matemática Aplicada Computacional) e da Física – Licenciatura (Noturno) da Unicamp, conta com o apoio e parcerias de estagiários e docentes da física e da matemática para a realização de projetos para empresas de todos os portes. 
Têm como principal escopo a atuação como ponte entre a Academia e o Mercado, atuar na área de extensão a comunidade por meio de projetos de divulgação científica, além de contribuir nas resoluções de problemas ligados à física e matemática. Até então já foram realizados mais de 40 projetos em 20 anos de existência.